# Sphaerodactylus lazelli
Sphaerodactylus lazelli este o specie de șopârle din genul Sphaerodactylus, familia Gekkonidae, descrisă de Shreve 1968. Conform Catalogue of Life specia Sphaerodactylus lazelli nu are subspecii cunoscute.